# 朱範場
乐平僖安王朱範場（1430年代—1473年），明朝乐平定肃王朱冲烌的庶长子，韩宪王朱松孙，明太祖曾孙。追封为王。

## 生平
正统三年（1438年）十月，与弟朱範堫、朱範㙏得赐名。
正统八年（1443年）五月，与弟朱範堫、朱範㙏同封镇国将军，赐诰命冠服等物。九月，因朱冲烌奏请，明英宗命每年按例给朱範場、朱範堫、朱範㙏等祿米。
正统十四年（1449年）三月，朱冲烌奏称朱範場、朱範堫已成家室，朱範㙏欲成婚礼，仪物无从营办，请求预支父子四人折色、禄米、钞贯二年。英宗认为宗室当优赡，不可拘常例，命户部给之。
景泰三年（1452年）八月，朱冲烌奏朱範場选择直隷無錫縣民董宣的姐姐结婚，朱範㙏选择陝西咸寧縣民宇文深的女儿结婚，按例应该让二人复家。明代宗下诏准许。
景泰四年（1453年）正月，朱冲烌奏称自己素无蓄积，日用艰难，三子朱範場、朱範堫、朱範㙏各欲营宅分居，请求将父子四人的岁禄折色部分都改给本色。明代宗下诏各给本色米七百石，折色三百石。
成化九年（1473年），朱範場去世。朱冲烌死后，朱範場之子辅国将军朱徵錏袭封乐平王，朱範場被追封为乐平僖安王。

## 评价
- 《弇山堂别集》卷074：小心畏忌，好和不争。

## 家庭

### 妻妾
- 夫人董氏

### 子孫
- 庶長子輔國將軍朱徵銴，夫人种氏[9]
- 庶次子樂平恭安王朱徵錏
- 子輔國將軍→鎮國將軍朱徵錯，弘治五年（1492年）九月革三分之二禄米[10]
  - 嫡三子奉國將軍朱偕漳，弘治元年（1488年）六月赐名，[11]弘治十六年（1503年）正月按制度赐诰命冠服[12]
  - 嫡四子奉國將軍朱偕浘，弘治三年（1490年）十月赐名，[13]弘治十六年（1503年）正月按制度赐诰命冠服[12]
  - 嫡五子朱偕沌，弘治四年（1491年）六月赐名[14]
  - 嫡六子朱偕灂，弘治十二年（1499年）十二月赐名[15]
  - 庶子輔國將軍朱偕瀼，妻馬氏[16]，嘉靖二十二年（1543年）十二月奪祿一年[17]
    - 嫡子奉國將軍朱旭穝（？—1553年），號滄江子，妻張氏[16]
    - 子奉國將軍朱旭杴[16]
- 子輔國將軍朱徵鐻，弘治五年（1492年）九月革三分之二禄米[10]
  - 庶長子朱偕濨，弘治元年（1488年）三月赐名[18]
  - 嫡子朱偕渚，弘治元年（1488年）二月赐名[19]
  - 庶四子奉國將軍朱偕瀘，弘治二年（1489年）九月赐名，[20]弘治十六年（1503年）正月按制度赐诰命冠服[12]
  - 庶六子朱偕渾，弘治十二年（1499年）十二月赐名[15]
- 子輔國將軍→鎮國將軍朱徵鉟，號守德子[21]，弘治五年（1492年）九月革三分之二禄米[10]，夫人許氏（1472年3月27日—1536年12月30日），安東中護衛義官許翁宣長女[21]
  - 嫡長子輔國將軍朱偕潮，弘治十二年（1499年）十二月赐名[15]，嘉靖二十二年（1543年）十二月夺禄半年[17]，善理家，有陶朱之風[21]
  - 庶次子輔國將軍朱偕𣹟，弘治十二年（1499年）十二月赐名[15]，早卒[21]
  - 庶三子輔國將軍朱偕瀼，弘治十二年（1499年）十二月赐名[15]，嘉靖二十二年（1543年）十二月夺禄一年[17]
  - 嫡四子輔國將軍朱偕澮，弘治十二年（1499年）十二月赐名[15]，早卒[21]
  - 第五子輔國將軍朱偕澨，早卒[21]
  - 嫡六子輔國將軍朱偕沖，嘉靖二十二年（1543年）十二月夺禄半年[17]，隆庆六年（1572年）十二月在世[22]，奉祀其叔朱徵鉹[21]
  - 庶七子輔國將軍朱偕渫，嘉靖二十二年（1543年）十二月夺禄一年[17]
  - 嫡八子輔國將軍朱偕溋，嘉靖二十二年（1543年）十二月夺禄半年[17]
  - 庶九子輔國將軍朱偕灑，嘉靖二十二年（1543年）十二月夺禄一年[17]
  - 第十子輔國將軍朱偕渽[21]
  - 第一女廣原縣君，儀賓荊芝[21]
  - 第二女靈寶縣君，儀賓蔡廷芝[21]
  - 第三女新安郡君，儀賓任賢[21]
  - 第四女膚施郡君，儀賓劉雲[21]
  - 第五女桐柏郡君，儀賓李行[21]
  - 孫：奉國將軍朱旭樶[21]
  - 孫：奉國將軍朱旭棏[21]
  - 孫：朱旭㮶[21]
  - 孫：朱旭桊[21]
  - 孫：朱旭[21]
  - 孫：朱旭杴[21]
  - 孫：朱旭榺[21]
  - 孫女：祁縣縣君，儀賓高某，僉憲高某之孫[21]
  - 孫女：郿縣縣君[21]
- 子輔國將軍朱徵鉹
  - 庶長子朱偕𣽤，弘治十二年（1499年）十二月賜名[15]
- 女秦安郡君，儀賓文顯宗，夫妇弘治七年（1494年）四月在世[23]